# کوبلین-کروشوو
کوبلین-کروشوو (به لهستانی:  Kobylin-Kruszewo) یک روستا در لهستان است که در گمینا کوبلین-بوژمه واقع شده‌است.